# 菊川英玉
菊川 英玉（きくかわ えいぎょく、生没年不詳）とは、江戸時代後期の浮世絵師。

## 来歴
菊川英山の門人。姓は幡、名は正範かといわれる。画姓として菊川を称し、英玉と号した。文化（1804年‐1818年）頃に肉筆浮世絵の美人画を残している。「女虚無僧図」の図中に「幡正範印」という白文方印を使用している。本図は、ある太夫を虚無僧に見立てて描いたものと思われ、右手に尺八を、左手に深編笠を持って立つ姿は実に美しい。

## 作品
- 「女虚無僧図」紙本着色